# Brzozie (gromada)
Brzozie – dawna gromada, czyli najmniejsza jednostka podziału terytorialnego Polskiej Rzeczypospolitej Ludowej w latach 1954–1972.
Gromady, z gromadzkimi radami narodowymi (GRN) jako organami władzy najniższego stopnia na wsi, funkcjonowały od reformy reorganizującej administrację wiejską przeprowadzonej jesienią 1954 do momentu ich zniesienia z dniem 1 stycznia 1973, tym samym wypierając organizację gminną w latach 1954–1972.
Gromadę Brzozie z siedzibą GRN w Brzoziu utworzono – jako jedną z 8759 gromad na obszarze Polski – w powiecie brodnickim w woj. bydgoskim, na mocy uchwały nr 24/2 WRN w Bydgoszczy z dnia 5 października 1954. W skład jednostki weszły obszary dotychczasowych gromad Brzozie, Sugajno, Janówko i Mały Głęboczek oraz miejscowość Augustowo z dotychczasowej gromady Wielki Głęboczek ze zniesionej gminy Brzozie w tymże powiecie. Dla gromady ustalono 23 członków gromadzkiej rady narodowej.
31 grudnia 1959 do gromady Brzozie włączono wsie Wielkie Leźno i Zembrze wraz z kolonią Sośno Królewskie ze zniesionej gromady Wielkie Leźno oraz wieś Wielki Głęboczek ze zniesionej gromady Jajkowo w tymże powiecie.
Gromada przetrwała do końca 1972 roku, czyli do kolejnej reformy gminnej. 1 stycznia 1973 w powiecie brodnickim reaktywowano gminę Brzozie.